# Gabriel Beutin
Gabriel Beutin, född på 1600-talet i Gustrow, Mecklenburg, Tyskland, död 11 december 1742 i Sverige, var en tysk bildhuggare. 
Beutin kom sannolikt till Sverige på 1690-talet där han blev gesäll hos amiralitetsbildhuggaren Nicklas Enander. Efter sin gesällvandring var han verksam i Stockholm från år 1700 fram till sin död 1742.

## Verk i urval
- Altaruppsats från 1707 i Björkviks kyrka
- Altaruppsats från 1708 i Björsäters kyrka
- Predikstol från 1709 i Björksäters kyrka
- Altaruppsats från 1728 i Glanshammars kyrka
- Predikstol från 1734 i Gryts socken, Södermanland